# Victor Newman
Victor Newman Sr (né Christian Miller) est un personnage de fiction du feuilleton télévisé Les Feux de l'amour. Il est l'antagoniste principal de la série. Il est interprété par Eric Braeden depuis le 4 février 1980.
Les Feux de l'amour sont diffusés aux États-Unis depuis le 26 mars 1973. En France, le feuilleton commence sur TF1 le 16 août 1989 avec l'épisode No 3263 (diffusé aux États-Unis le 10 janvier 1986). Les treize premières saisons n'ont jamais été diffusées (les épisodes tournés de 1973 à 1985 sont inédits, soient 3262 épisodes). TF1 commence la diffusion avec les épisodes de 1986, soit avec trois ans de décalage avec la diffusion américaine.

## Histoire

### Avant son arrivée à Genoa
Victor Newman est né Christian Miller le 7 mars 1947 à Buffalo, New York. Il a été placé dans un orphelinat par sa mère, Cora Miller, quand il avait sept ans. Son père était Albert Miller. À l’adolescence, il a quitté l’orphelinat et a commencé à se frayer un chemin pour devenir l’un des magnats les plus riches du monde. Il a changé son nom en « Victor Christian Newman », Victor signifiant « victorieux » et Newman signifiant « homme nouveau », car il était un homme complètement nouveau. En 1970, Victor a épousé Julia Newman alors qu’il commençait à développer une solide réputation commerciale.

### Arrivé à Genoa
En 1980, Victor et sa femme Julia déménagent à Genoa City pour aider Katherine Chancellor à diriger son entreprise, Chancellor Industries. Julia se sent négligée par Victor et couche avec son photographe, un homme nommé Michael Scott. Victor a créé sa propre entreprise, Newman Enterprises, et a fini par tromper Julia avec Eve Howard et plus tard Lorie Brooks. Julia est tombée enceinte et a supposée que c’était l’enfant de Michael; Victor l’attaque et Julia perd l’enfant, qui s’est révélé être celui de Victor. Eve a plus tard un enfant, Cole Howard, que l’on croit être le fils de Victor. Julia et Victor divorcent et elle quitte la ville avec Michael, juste au moment où Victor rencontre une strip-teaseuse Nikki Reed. Ayant été issu des milieux défavorisés, Victor enseigne la société à Nikki. Il reprend plus tard l’entreprise familiale Prentiss, Prentiss Industries, et ils complotent de la récupérer en utilisant Lorie pour séduire Victor dans un mariage. Le jour de leur mariage, Victor leur signe à nouveau l’entreprise et Lorie le soutient. Victor essaie alors de retourner vers Nikki, qui a récemment épousé Kevin Bancroft. Nikki s’est retrouvée enceinte de l’enfant de Victor, mais elle a fini par être manipulée dans un mariage Tony DiSalvo pour sauver sa relation avec Kevin. Nikki donne plus tard naissance à une fille nommée Victoria Newman. Nikki s’est également impliquée plus tard avec un homme nommé Rick Daros, qui a failli la tuer avant d’être sauvée par Victor. Eve Howard revient avec son petit ami, exigeant que de l’argent soit alloué à Cole dans le testament de Victor, et prend plus tard un emploi en tant qu’assistante, ce qui incite Julia à revenir pour protéger Victor. Il avait prévu d’épouser Eve mais a simulé sa mort le jour de leur mariage, et finit par épouser Nikki en avril 1984. L’année suivante, alors que Victor et Nikki sont en vacances, Eve réapparaît avec Rick, et ils finissent par leur voler de l’argent et s’échapper. Nikki facilite les retrouvailles de Victor avec sa mère, Cora Miller, avant sa mort.

### Relation avec Ashley et Nikki
Bien qu’il aime Nikki, Victor commence à tomber amoureux d’Ashley Abbott et ils ont une liaison, provoquant la colère de Nikki pour coucher avec Jack Abbott, le frère d’Ashley et le rival commercial de Victor. Ashley tombe enceinte et Victor quitte Nikki, mais quand le cancer de Nikki est diagnostiquée, Victor revient vers elle et Ashley avorte. Quand Nikki est en rémission, Victor voulait être avec Ashley, qui était passée à autre chose avec son psychiatre Steven Lassiter; Steven meurt plus tard, et alors qu’Ashley voulait que Victor revienne, il était retourné avec Nikki dans une tentative de sauver leur mariage, ce qui a entraîné la naissance de leur fils Nicholas Newman. Victor et Jack engagent plus tard Leanna Love pour écrire une biographie sur Victor, alors qu’en réalité, Jack voulait que le livre soit un exposé révélateur sur Victor. Leanna écrit plus tard un chapitre sur la liaison de Victor avec Ashley et la maladie de Nikki, ce qui amène Victor à croire que Nikki était derrière la publication. Il divorce d’elle et épouse Leanna pour prouver à la presse qu’il ne voulait pas être avec Ashley; Leur mariage était invalide, car le divorce n’a pas été finalisé. Victor reprend plus tard l’entreprise familiale de Jack, Jabot Cosmetics, le remplaçant par Brad Carlton. En conséquence, Jack épouse méchamment Nikki, ce qui rend sa relation avec Victor amère. Victor épouse Ashley, et des années plus tard; il dit à Jack qu’il lui rendra Jabot Cosmetics s’il divorce de Nikki. Il accepte de le faire, mais Jack n’a pas eu le contrôle total de l’entreprise en raison d’une faille juridique. Victor a une crise cardiaque lors d’une confrontation avec Jack, et alors qu’il le laisse pour mort, Victor se rétablit. Alors que le mariage de Jack et Nikki était tendu à cause de son alcoolisme et de sa dépendance aux analgésiques, elle a renoué avec Victor, qui avait décidé de divorcer d’Ashley.

### Naissance de Adam
Plus tard, Eve est retournée en ville avec son fils Cole, maintenant adulte, qui a eu une histoire d’amour avec Victoria, la fille de Victor, ignorant qu’il était considéré comme le fils de Victor. Victor a ensuite quitté Genoa City et s’est rendu au Kansas, laissant Nikki et le reste de la famille Newman croire qu’il était mort. Il rencontre Hope Adams. Ils sont retournés à Genoa City et se sont mariés. Alors que Victor était au Kansas, Cole et Victoria s’étaient enfuis, et quand Victor a révélé leur relation fraternelle, le mariage a été annulé. Cependant, quand Eve est morte, il a été révélé que Cole n’a jamais été le fils de Victor; Victoria et Cole se remarient. Victor et Hope ont plus tard un fils, Victor Adam Newman Jr. Hope voulait retourner au Kansas et Victor n’était pas intéressé ; il a divorcé et Victor Jr. a été élevé sans savoir que Victor était son père. Nikki avait été fiancée à Brad, au grand désarroi de Victor. Lors de leur nuit de noces, Victor a été abattu et Nikki est revenue vers lui; Mari Jo Mason a été révélée comme la femme qui a tiré sur Victor. Victor et Nikki se réunissent brièvement avant qu’il ne retourne au Kansas après la mort du nouveau mari de Hope, Cliff Wilson. En 1997, Victor épouse Diane Jenkins, l’ex-petite amie de Jack. Nikki a fait subir une vasectomie à Victor, mais a congelé du sperme pour une possibilité future. Nikki épouse plus tard Joshua Landers, et en 1998, elle est abattue par l’ex-femme de Joshua, Veronica Landers; Victor divorce de Diane pour épouser Nikki sur son lit de mort, promettant de se remarier avec Diane après la mort de Nikki. Lorsque Nikki a survécu, leur deuxième mariage a été invalidé, car le divorce de Victor et Diane n’a jamais été traité. Victor et Diane commencent un divorce amer pendant plusieurs mois, au cours duquel Nikki retrouve Brad, et lui et Jack prennent le contrôle de Newman Enterprises.
Diane est restée amoureuse de Victor et a volé son sperme et l'a congelé pour une insémination artificiellement. À son insu, Ashley avait également volé le sperme de Victor pour une insémination. Diane a donné naissance à Christian Victor Newman, mais a été choquée de découvrir que le sperme qu’elle avait volé était celui de Jack. Ashley avait reçu l’échantillon de sperme de Victor et donne naissance à Abby Carlton, qu’elle décide de faire passer pour l’enfant de Brad. Victor et Nikki se réunissent plus tard, et en 2002, Maxwell Hollister tente de détruire Victor, en utilisant son ex-femme, Lorie Brooks, dans son complot. À l’origine, Maxwell a tenté de prendre le contrôle de l’entreprise de design de Julia Newman Martin, ce que Victor a empêché. Maxwell a alors utilisé Lorie pour séparer Victor et Nikki, mais Lorie n’a pas suivie, et Maxwell finit ruiné et quitte la ville. Quelques mois plus tard, Victor et Nikki se remarient devant tous leurs proches. Ashley révèle qu’Abby est en fait la fille de Victor car elle a reçu un diagnostic de cancer, et il l’accueille à bras ouverts. Après avoir sauvé Nikki d’un pirate de voiture, Victor est diagnostiqué d'une épilepsie du lobe temporal. Le mariage de Victor et Nikki s’est lentement tendu, Victor gère les retraites NVP et la campagne de Nikki pour le sénateur d’État, ce qui a entraîné Nikki à avoir une liaison avec son directeur de campagne David Chow. Victor et Nikki divorcent finalement après six ans de mariage en 2008. Peu de temps après, Hope meurt et le fils caché de Victor, maintenant connu sous le nom d’Adam Newman, vient vivre à Genoa City pour travaille chez Newman Enterprises.
Victor tombe plus tard amoureux de Sabrina Costelana, mais elle meurt dans un accident de voiture avec le mari de Nikki, David Chow. Victor voyage au Mexique et manque de mourir, et Ashley est capable de le retrouver; Ils finissent par raviver la flamme de leur romance passée. Ils allaient se remarier quand Ashley est tombée enceinte. Bien qu’Adam ait volé la fille de Nicholas, Faith, et l’ait fait passer pour Ashley, elle et Victor divorcent alors qu’il retrouve Nikki. Victor a ensuite été abattu par Patty Williams (Stacy Haiduk) et eu besoin d’une transplantation cardiaque, recevant le cœur de Colleen Carlton. Victor et Nikki sont partis se faire soigner en Europe, et à leur retour, le plan d’Adam a été révélé et il a simulé sa mort. Victor part à sa recherche au Canada et rencontre Meggie McClaine ; il l’amène à Genoa City et elle devient l'assistante de Nikki, et la fait retomber dans l’alcoolisme. En réalité, Meggie essaye de déjouer l’union de Victor et Nikki pour l’épouser pour son argent. Victor l’épouse, mais la fait arrêter peu après ; Nikki passe à autre chose avec Deacon Sharpe. Par la suite, les enfants de Victor entament un procès contre lui pour une ligne de cosmétiques, qu’ils gagnent.

### Retour et meurtre de Diane
Lorsque Diane revient à Genoa City, elle renoue avec Victor et ils se remarient, cependant, le mariage est annulé peu de temps après qu’elle ait trouvé Victor en train de coucher avec Nikki et Victor apprend sa liaison avec Tucker McCall et Jack. Par la suite, Victor envoie Nikki dans un centre de réadaptation pour son alcoolisme. Diane est assassinée en août 2011 et Victor est suspecté. En réalité, Nikki a assassiné Diane et Victor avoue que c'est lui afin de protéger Nikki. En prison, Victor épouse son ancienne belle-fille, Sharon Newman, pour repousser Nikki, mais lorsque tout le complot de meurtre est révélé, Nikki n’est pas inculpée et Victor est libéré. Le mariage de Victor et Sharon est annulé et il retrouve Nikki, cependant, elle le quitte lorsque certains de ses plans passés impliquant le mariage de Victoria sont exposés. Pour prendre le contrôle de la ligne de cosmétiques Beauty of Nature, Victor couche avec Geneviève Atkinson. Lorsque Nikki se remet avec Jack, Victor développe une véritable relation avec Sharon pour la contrarier. Ils se marient une seconde fois, mais il disparaît de la ville peu de temps après et Sharon croit qu’il l’abandonne. Sharon brûle leur accord prénuptial et prend alors les rênes de Newman Enterprises, tandis que Jack et Tucker achètent ses actions. Pendant son absence, Victor a perdu la mémoire et travaillait comme docker à Los Angeles. il exigeait de meilleures conditions de travail et les autres travailleurs prévoyaient de le faire tuer dans une explosion, en conséquence, Genoa City croyait que Victor était mort, mais il est revenu peu de temps après. À son retour, il annule son mariage avec Sharon et retrouve Nikki, juste avant que Jack annonce qu’il reprend Newman Enterprises, licenciant toute la famille Newman. Cependant, en raison de sa dépendance aux analgésiques, Jack a abandonné le contrôle de l’entreprise, la laissant à Adam.

### Le secret de Sharon
Victor et Nikki se remarient finalement en mars 2013, juste avant qu’elle ne reçoive un diagnostic de sclérose en plaques. Lors de leur mariage, un assassin tente de tirer sur Victor, mais Adam prend la balle et manque de mourir pour son père. En conséquence, il offre à Victor le poste de co-PDG chez Newman, et ils commencent à travailler ensemble. Cependant, leur partenariat prend fin plusieurs mois plus tard. Victor craint qu’Adam et Jack aient comploté pour reprendre l’entreprise. En représailles, Victor, qui possède maintenant Chancellor Industries selon le testament de Katherine Chancellor, fait signer à Chancellor tous les principaux clients de Newman, car Victor laisse Newman sans valeur afin qu’il puisse construire Chancellor. Adam cède ses actions de Newman à Victor, qui envisage de fusionner Chancellor Industries avec Newman. Nikki révèle ensuite qu’elle a donné naissance à un autre fils des décennies plus tôt avant d’être avec Victor, qui s’est révélé être Dylan McAvoy. Une filiale du conglomérat nouvellement fusionné, nommée Bonaventure Industries, a plus tard produit une drogue de vitesse illégale que Summer Newman a fini par faire une overdose. Jack a signalé Victor à la FDA et lui et sa société ont été mis sous enquête. Le père supposé de Dylan et ancien amant de Nikki, Ian Ward, arrive alors en ville et provoque un pandémonium, auquel Victor tente de le faire sortir de la ville. Il a été révélé plus tard que Victor avait engagé un sosie de sa petite-fille Cassie, nommée Mariah Copeland, pour hanter Sharon. Lorsque son plan est révélé, Nick et Sharon l’évitent et Nikki décide de déménager pendant un certain temps, mais elle et Victor se réunissent plus tard. Victor et Nikki apprennent plus tard que Ian est incapable d’engendrer des enfants, ce qui conduit à la confusion. Il est révélé plus tard que Paul Williams, l’ex-amant de Nikki et ami de longue date, est en fait le père de Dylan, provoquant des tensions dans le mariage de Victor et Nikki, qui se poursuit lorsque Victor se donne beaucoup de mal pour réveiller Phyllis d’un coma pour en savoir plus sur le secret supposé de Sharon. Nikki recommence à boire; elle quitte Victor et refuse de le reprendre. Victor revend également Chancellor Industries à Jill, laissant le reste de la famille Newman confus quant à la raison pour laquelle il a abandonné Chancellor si facilement.
En 2015, Victor fait kidnapper Jack et le remplace par un sosie, qui s’avère être un baron de la drogue péruvien nommé Marco Annicelli, tout cela pour qu’il prenne le contrôle de Jabot Cosmetics et le fusionne avec Newman, devenant Newman Abbott Enterprises. Pendant ce temps, Victor et ses enfants découvrent que Nikki a recommencé à boire ; ils la convainquent d’arrêter et elle et Victor finissent par se remettre ensemble. Jack revient à Genoa City juste au moment où Victor apprend que Marco est dangereux ; il prévoit de tuer Marco dans le parc, mais c’est en fait Jack qu’il finit par abattre, qui était finalement revenu pour le confronter. Jack finit par tomber dans le coma tandis que Victor tente frénétiquement de se débarrasser de Marco, qui continue de se faire passer pour Jack. Lorsque Jack se réveille, il accepte à contrecœur d’aider Victor à sortir Marco de la ville et à le ramener en prison, ce qu’ils finissent par faire avec succès. Avec le vrai Jack de retour à Genoa City, la fusion de Newman Abbott prend fin et les deux sociétés retournent dans leurs États séparés. Pendant ce temps, Adam, qui était retourné en ville sous la fausse identité de Gabriel Bingham, avait fait équipe avec Ian (qui s’était échappé de prison) pour créer un virus informatique afin de détruire Newman Enterprises pour se venger séparément de leurs deux parties ; le virus était connu sous le nom de projet Paragon, ce qui a conduit plus tard à la révélation que « Gabriel » est en fait Adam. Il accepte d’arrêter Paragon, mais Ian ne fait pas une telle promesse ; à l’Halloween, alors qu’une fête était organisée dans la salle de bal de Newman Enterprises, Ian est responsable de l’incendie du bâtiment et d’une grande panique. En conséquence, Ashley et Billy proposent de partager un bureau à Jabot avec Newman pendant que le bâtiment Newman est en réparation, mais Victor refuse de leur faire confiance. Il est révélé plus tard que Billy a ressuscité Paragon comme un acte de vengeance contre Victor, conduisant Jack à le congédier et Victor à intenter un procès contre Jabot.